# Mont-de-Lans
Mont-de-Lans ist eine Ortschaft und eine Commune déléguée in der französischen Gemeinde Les Deux Alpes mit 1.097 Einwohnern (Stand: 1. Januar 2022) im Département Isère in der Region Auvergne-Rhône-Alpes. Die Einwohner werden Lantillons genannt.
Mit Wirkung vom 1. Januar 2017 wurden die ehemaligen Gemeinden Mont-de-Lans und Vénosc zur Commune nouvelle Les Deux Alpes zusammengelegt. Die Gemeinde Mont-de-Lans war Teil des Arrondissements Grenoble und des Kantons Oisans-Romanche.

## Geographie
Mont-de-Lans liegt etwa 35 Kilometer ostsüdöstlich von Grenoble. Umgeben wird Mont-de-Lans von den Nachbarorten Le Freney-d’Oisans im Norden, Mizoën im Nordosten, La Grave im Osten, Saint-Christophe-en-Oisans im Südosten, Vénosc im Süden, Le Bourg-d’Oisans im Westen sowie Auris im Nordwesten.
Zur Commune déléguée gehört das Wintersportgebiet Les Deux Alpes.
| Bevölkerungsentwicklung   | Bevölkerungsentwicklung | Bevölkerungsentwicklung | Bevölkerungsentwicklung | Bevölkerungsentwicklung | Bevölkerungsentwicklung | Bevölkerungsentwicklung | Bevölkerungsentwicklung | Bevölkerungsentwicklung |
| ------------------------- | ----------------------- | ----------------------- | ----------------------- | ----------------------- | ----------------------- | ----------------------- | ----------------------- | ----------------------- |
| Jahr                      | 1962                    | 1968                    | 1975                    | 1982                    | 1990                    | 1999                    | 2006                    | 2013                    |
| Einwohner                 | 282                     | 327                     | 501                     | 946                     | 1.020                   | 1.101                   | 1.055                   | 1.208                   |
| Quelle: Cassini und INSEE |                         |                         |                         |                         |                         |                         |                         |                         |

## Sehenswürdigkeiten
- Kirche mit Turm von 1627
- Museum Chasal-Lento
- Haus La Montagne